# 伊巴雅特機場
伊巴雅特機場 （菲律賓語: Paliparan ng Itbayat）是一座位於菲律賓巴丹群島省伊巴雅特的機場，是伊巴雅特島上少數幾個對外交通的管道之一，也是巴丹群島唯二的機場，另一機場為在巴士古的巴士古機場。該機場由交通通訊部下轄的菲律賓民航局（CAAP）所管理，並將其歸類為社區型機場。

## 班機
| 航空公司     | 往來地點         |
| ------------ | ---------------- |
| Northsky航空 | 巴士古、土格加勞 |